# 안드리스 베르진슈 (라트비아의 총리)
안드리스 베르진슈(라트비아어: Andris Bērziņš, 1951년 8월 4일~)는 라트비아의 정치인이다. 2000년 5월 5일부터 2002년 11월 7일까지 제16대 라트비아의 총리를 역임했으며 리가 출신이다. 소속 정당은 라트비아의 길이다.
1993년부터 1994년까지 노동부 장관, 1994년부터 1995년까지 부총리 겸 복지부 장관을 역임했으며 1997년부터 2000년까지 리가 시장을 역임했다. 국제 라울 발렌베리 재단의 명예 회원이다.